# Mycoplasma flocculare
Mycoplasma flocculare è una specie di batterio appartenente alla famiglia delle Mycoplasmataceae.